# Margaret Mitchell
Margaret Mitchell, numele la naștere Margaret Munnerlyn Mitchell, (n. 8 noiembrie 1900, Atlanta, Georgia — d. 16 august 1949 în Atlanta) a fost o scriitoare și jurnalistă americană.
Este foarte cunoscută pentru unicul său roman (publicat antum), Pe aripile vântului (1936), care s-a bucurat de un succes internațional.

## Biografie

### Ani timpurii
La vârsta de 14 ani intră la Washington Seminar, un colegiu feminin, unde studiază arătând deja talentul său. La 18 ani se înscrie la cursul superior de medicină de la Smith College din Northampton, în Massachusetts, dar studiile vor fi întrerupte de un trist eveniment, moartea mamei sale.
Întoarsă la Atlanta, se va căsători, în 1922, cu Berrien Kinnard Upshaw, dar căsătoria va fi un faliment.  Fiind conștient de implicațiile căsniciei asupra creativității soției sale, Upshaw iese din viața sa lăsându-i libertatea necesară pentru a o lua de la început.

### Jurnalistă, scriitoare
În anii săi douăzeci Margaret colaborează la Journal Sunday Magazine unde va scrie articole foarte apreciate despre orice subiect, de la modă la generali ai Războiului Civil, de la subiecte mondene la faraoni egipteni.  Totuși, cel mai cunoscut publicului larg va fi interviul memorabil luat lui Rudolf Valentino.
În 1926 se căsătorește cu John Marsh, un agent publicitar, și abandonează munca ca jurnalistă pentru a se dedica scrisului.  În același an începe sa lucreze la un roman, niciodată publicat, o biografie ficțională a unei femei din era Războiului Civil, Pansy O'Hara.  Romanul, ce avea circa 400 de pagini dactilografiate, la care lucrase circa trei ani, va constitui baza romanului-fluviu, pentru care Margaret Mitchell va deveni cunoscută în întreaga lume, Gone with the Wind.
După circa alți șase ani, romanul va fi tipărit și distribuit în iunie 1936 cu titlul cunoscut astăzi ca Gone with the Wind, titlu înprumutat dintr-un vers a lui Ernest Downson.  Eroina model a romanului pregătitor, Pansy O'Hara, va deveni celebra Scarlett O'Hara.

### Gone with the Wind
Monumentala epopee ficțională a Sudului din și după Războiul Civil American a devenit un succes imediat cu 180.000 de copii vândute în doar patru săptămâni.  A fost urmată de numeroase premii și de o largă recunoaștere națională și internațională.  A câștigat National Book Award pentru Most Distinguished Novel of 1936  și Premiul Pulitzer pentru ficțiune în 1937.  Datorită succesului imens, autoarea va fi contactată de David O. Selznik pentru a ecraniza romanul.

### După cel de-al Doilea Război Mondial
Cu izbucnirea celui de-al Doilea Război Mondial, Mitchell face parte din Crucea Roșie, iar în 1943 înființează Recreation Room pentru soldații din Piedmont Park.  După război ea se întoarce acasă hotărâtă să reînceapă să scrie.

## Accidentul de mașină și decesul
Margaret Mitchell a decedat la 48 de ani, în 1949, ca urmare a unui accident de mașină.  În seara de 11 august 1949, în Atlanta, un taximetrist beat, aflat pe contra-sens, nu o vede în timp ce Margaret și soțul său traversează strada și o lovește cu mașina.  Se stinge din viață, în 16 august 1949, după cinci zile de comă.

## Recunoaștere
Inspirându-se din viața ei a fost realizat un film pentru televiziune A Burning Passion:The Margaret Mitchell Story cu Shannen Doherty.
Pentru romanul Gone with the Wind (Pe aripile vântului) care apăruse în 1936, a primit Premiul Pulitzer în anul 1937, iar în anul următor a fost candidată la Premiul Nobel pentru literatură. Filmul cu același nume, din anul 1939, cu Vivien Leigh și Clark Gable în rolurile principale, este unul din filmele de mare succes al tuturor timpurilor. „Pe aripile vântului” a fost singurul ei roman. A început să-l scrie datorită faptului că avea glezna luxată, fiind încurajată, de asemenea, de soțul ei, John Marsh. Ea a scris și rescris romanul de mai multe ori.

## Acțiunea romanului  (Pe aripile vântului)
Romanul se desfășoară în perioada Războiului de secesiune, care este privit din punctul de vedere al eroinei, Scarlett O'Hara, care va avea în cursul povestirii între 16 și 28 ani, fiind măritată de trei ori.
Acțiunea romanului este captivantă și dinamică. Energia și starea de optimism a lui Scarlett O'Hara, aptitudinea ei de a trece peste momente dramatice și adesea tragice, însuflețesc și incită acțiunea, dând romanului originalitate și un farmec deosebit. Chiar dacă ea este uneori acuzată de superficialitate, ea a reușit, spre deosebire de alte personaje din roman, să devină, din fiica unui proprietar de pământ și sclavi, în perioada antebelică, o femeie de afaceri, pragmatică și atrăgătoare, după război. Autoarea ne prezintă o luptă pe viață și pe moarte a eroilor romanului, alături de care cititorii plâng, râd, iubesc, urăsc, încercând practic toate stările psihologice, în funcție de caracterul schimbător al norocului eroinei.